# Francisco de Borja
Francisco de Borja y Navarro de Alpicat (Xàtiva, 1441 – Reggio Emilia, 4 november 1511) was een Spaans kardinaal en werd beschouwd als een van de tien kardinaal-nepoten die door paus Alexander VI benoemd werd, hoewel zijn relatie tot de paus twijfelachtig is.

## Biografie
Na de verkiezing van paus Alexander VI trok de Borja naar Rome, waar hij eind 1493 benoemd werd tot apostolisch protonotaris en schatbewaarder. Op 19 augustus 1495 volgde zijn aanstelling als bisschop van Teano, een ambt dat hij aanhield tot 5 juni 1508 toen hij ontslag nam ten gunste van zijn neef.
Op 28 september 1500 werd de Borja in pectore tot kardinaal-priester gewijd,wat op 2 oktober 1500 werd afgekondigd, waarbij hij de titelkerk Santa Cecilia in Rome toegewezen kreeg.
Vanaf 1501 werd hij aangewezen als pauselijk legaat voor Campagna met de opdracht de Rocca di Papa samen met andere gebieden en kastelen te veroveren op de familie Colonna. Tevens werd hij belast met de studie van de paus zijn jongste zoon, Giovanni Borja.
Samen met de kardinalen Federico di Sanseverino, Bernardino López de Carvajal, Guillaume Briçonnet, René de Prie en Amanieu van Albret (een andere kardinaal-nepoot van Alexander VI) bereidde de Borja een samenzwering voor om paus Julius II om te brengen. Via een door de zes kardinalen getekend document werd de paus opgeroepen te komen naar het Concilie van Pisa in 1511. Zelf was de Borja overigens niet in staat af te reizen naar Pisa. Als reactie op het in Julius’ ogen niet legitieme concilie werden alle kardinalen op 24 oktober 1511 uit hun ambt gezet en geëxcommuniceerd.
Op 4 november 1511 overleed De Borja en werd in Reggio Emilia begraven. In tegenstelling tot de andere kardinalen die hadden deelgenomen aan de samenzwering werd de Borja niet meer gerehabiliteerd.

## Kerkelijke functies
| Ambt                                                 | Datum                                       |
| ---------------------------------------------------- | ------------------------------------------- |
| Kanunnik in kathedraal Valencia                      | (datum onbekend)                            |
| Apostolisch Protonotaris en schatbewaarder           | 20 september 1493                           |
| Bisschop van Teano                                   | 19 augustus 1495 – 5 juni 1508              |
| In commendam bisdom Terracina                        | 19 augustus 1495                            |
| In commendam aartsbisdom Cosenza                     | 6 november 1499                             |
| Kardinaal-priester, Santa Cecilia                    | (publiek) 2 oktober 1500 – 11 augustus 1506 |
| In commendam abdij San Vicenzo                       |                                             |
| In commendam abdij San Stefano di Sermo              |                                             |
| Camerlengo                                           | januari 1503 – januari 1504                 |
| Kardinaal-priester, titelkerk Santi Nereo e Achilleo | 11 augustus 1506                            |
| Alle kerkelijke functies/bezittingen ontnomen        | 24 oktober 1511                             |

- Gemeinsame Normdatei: 128984457
- International Standard Name Identifier: 0000 0001 1024 3805
- Système universitaire de documentation: 162311540
- Union List of Artist Names: 500356915
- Virtual International Authority File: 33064238
- WorldCat: E39PBJqFJYmH8g3jgpDDWqR3Qq